# 9781 Jubjubbird
9781 Jubjubbird è un asteroide della fascia principale. Scoperto nel 1994, presenta un'orbita caratterizzata da un semiasse maggiore pari a 2,4612427 UA e da un'eccentricità di 0,1739019, inclinata di 8,55098° rispetto all'eclittica.